# Leslie Bedos
Pour les articles homonymes, voir Bedos.
Leslie Bedos est une journaliste et chroniqueuse de radio française, née le 26 juin 1957 à Paris. Elle est la fille de Guy Bedos et Karen Blanguernon.

## Biographie

### Carrière

#### Radio
Elle débute à France Inter dans les années 1980. Elle tient chronique dans de nombreuses émissions : Comme on fait sa nuit on se couche et Visas avec Claude Villers, le Pop Club avec José Artur, Au bénéfice du doute avec Pierre Bouteiller, mais aussi Y'a de la chanson dans l'air avec Jean-Louis Foulquier. Elle y produit Câlins Express. Elle est également chroniqueuse sur France Info.

## Filmographie
Cinéma
- 1968 : Tu seras terriblement gentille de Dirk Sanders

Télévision
Comme réalisatrice :
- 2012 : Le Goût des vacances', un documentaire diffusé sur France 3
- 2012 : Le Goût du mariage[3],[4] en 2009, diffusé sur France 5[5].

Comme actrice :
- 2010 : Julie Lescaut - épisode 87 Rédemption de Dominique Tabuteau - l'animatrice télé.

Participations aux émissions :
- 1987 : Elle participe à des canulars filmés pour Pirates sur TF1.
- à la fin des années 1980 : Elle participe à L'Assiette anglaise de Bernard Rapp chaque samedi midi sur Antenne 2.
- 2001 : Elle tient une chronique dans  Ciel mon mardi avec Christophe Dechavanne sur TF1.
- 2003 : Elle intervient dans Les Maternelles sur France 5.
- "Belle en travaillant ", documentaire de 1 heure (France 5)

## Écrits
Elle écrit une chronique dans VSD et collabore à des magazines tels que Marie-Claire et Femina.
Elle publie principalement pour les enfants : Ouh ! la menteuse ! en 1993, puis avec Philippe Poirier Un amour de peste en 1994, Margot, poison des îles en 1995, Tata boit, J'aime, j'aime pas papy, mamie en 1998. La même année, elle publie seule Papa a une nouvelle femme et Tonton est en prison.

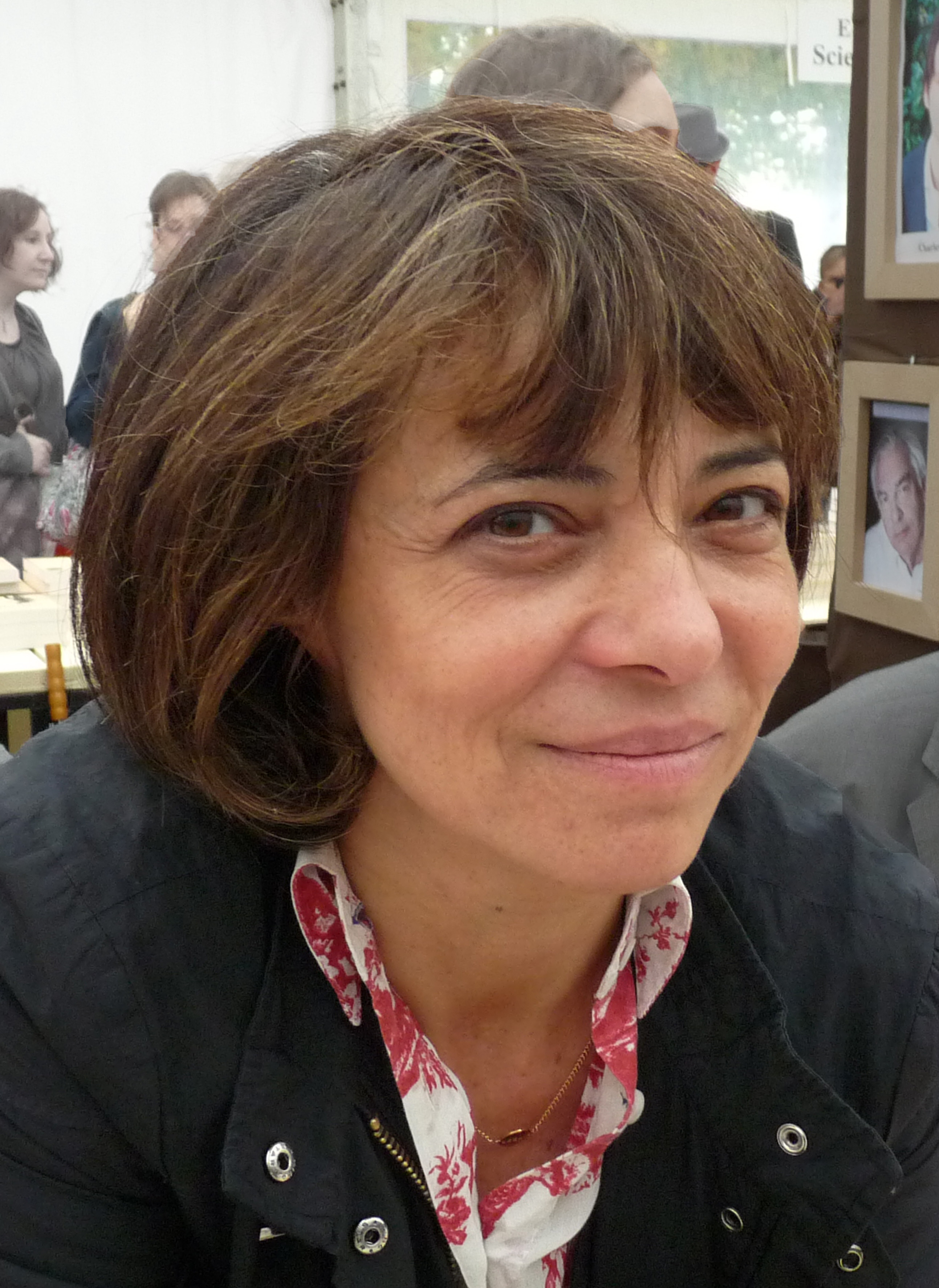
Leslie Bedos en septembre 2011.

En 2005 elle publie La Gauchère, Dico perso avec Philippe Poirier en 2008 et Tombée sur la tête en 2011.
- Ouh, la menteuse (avec Francine Vergeaux), Poche, 1993
- Un amour de peste (avec Philippe Poirier et Francine Vergeaux), Poche, 1994
- J’aime, j’aime pas Papy Mamie (avec Philippe Poirier), Michel Lafon Jeunesse, 1998
- Tata boit (avec Philippe Poirier), Michel Lafon Jeunesse, 1998
- Margot, poison des îles (avec Philippe Poirier et Francine Vergeaux), Poche, 2000
- La Gauchère, J.-C. Lattès, 2005
- Dico perso (avec Philippe Poirier), Flammarion, 2006
- L'Aquagym de Leslie, Mango, 2014